# Minas Tênis Clube 2021-2022 (pallavolo maschile)
Questa voce raccoglie le informazioni riguardanti il Minas Tênis Clube nella stagione 2021-2022.

## Stagione
Il Minas Tênis Clube utilizza la denominazione sponsorizzata Fiat/Gerdau/Minas nella stagione 2021-22.
Partecipa alla Superliga Série A, chiudendo in vetta la regular season: ai play-off scudetto esce però sconfitto in finale contro il Sada.
Conquista per la prima volta nella propria storia la Coppa del Brasile, sconfiggendo la Funvic, l'Índios Guarus e il BVC.
In ambito locale perde la finale del Campionato Mineiro contro il Sada. 
A livello internazionale invece esce sconfitto nella finale del campionato sudamericano per club, contro il solito Sada.

## Organigramma societario
Area direttiva
- Presidente: Ricardo Vieira Santiago
- Direttore sportivo: Elói de Oliveira

Area tecnica
- Allenatore: Nery Tambeiro
- Assistente allenatore: Fernando Martins
- Preparatore atletico: Davidson Alves

Area sanitaria
- Fisioterapista: Felipe Galdino

## Rosa
| N° | Nome                    | Ruolo | Data di nascita   | Nazionalità sportiva |
| -- | ----------------------- | ----- | ----------------- | -------------------- |
| 1  | Felipe Varela           | S     | 27 febbraio 2002  | Brasile              |
| 2  | João Adriano            | O     | 14 gennaio 2002   | Brasile              |
| 3  | Gustavo Orlando         | P     | 10 agosto 2002    | Brasile              |
| 4  | Leonardo do Nascimento  | S     | 16 marzo 1995     | Brasile              |
| 5  | Kelvi Souza             | C     | 15 giugno 2001    | Brasile              |
| 6  | Paulo Vinícios da Silva | O     | 23 agosto 2001    | Brasile              |
| 7  | William Arjona          | P     | 31 luglio 1979    | Brasile              |
| 8  | Leandro Vissotto        | O     | 30 aprile 1983    | Brasile              |
| 9  | Lucas Machado           | P     | 4 novembre 2003   | Brasile              |
| 10 | Matheus dos Santos      | C     | 23 aprile 1996    | Brasile              |
| 11 | Michael Sánchez         | O     | 5 giugno 1986     | Russia               |
| 12 | Matheus Silva           | S     | 31 maggio 1996    | Brasile              |
| 13 | Gabriel Vilaça          | C     | 23 giugno 2002    | Brasile              |
| 14 | Edson da Paixão         | C     | 29 marzo 2000     | Brasile              |
| 15 | Maique Nascimento       | L     | 16 luglio 1997    | Brasile              |
| 16 | Everaldo da Silva       | P     | 28 maggio 1985    | Brasile              |
| 17 | Maurício de Souza       | C     | 29 settembre 1988 | Brasile              |
| 18 | Henrique Honorato       | S     | 18 marzo 1997     | Brasile              |
| 19 | Arthur Bento            | S     | 8 giugno 2004     | Brasile              |
| 20 | Marcus Coelho           | S     | 29 settembre 2000 | Brasile              |

## Statistiche

### Statistiche di squadra
| Competizione            | Punti | In casa | In casa | In casa | In trasferta | In trasferta | In trasferta | Totale | Totale | Totale |
| Competizione            | Punti | G       | V       | P       | G            | V            | P            | G      | V      | P      |
| ----------------------- | ----- | ------- | ------- | ------- | ------------ | ------------ | ------------ | ------ | ------ | ------ |
| Superliga Série A       | 61    | 15      | 13      | 2       | 14           | 12           | 2            | 29     | 25     | 4      |
| Coppa del Brasile       | -     | 1       | 1       | 0       | 0            | 0            | 0            | 3      | 3      | 0      |
| Campionato sudamericano | 6     | -       | -       | -       | -            | -            | -            | 4      | 3      | 1      |
| Totale                  | -     | 16      | 14      | 2       | 14           | 12           | 2            | 36     | 31     | 5      |

### Statistiche dei giocatori
| Giocatore        | Superliga Série A | Superliga Série A | Superliga Série A | Superliga Série A | Superliga Série A |
| Giocatore        | P                 | PT                | AV                | MV                | BV                |
| ---------------- | ----------------- | ----------------- | ----------------- | ----------------- | ----------------- |
| J. Adriano       | 0                 | 0                 | 0                 | 0                 | 0                 |
| W. Arjona        | 24                | 25                | 9                 | 6                 | 10                |
| A. Bento         | 18                | 9                 | 6                 | 1                 | 2                 |
| M. Coelho        | 16                | 60                | 50                | 7                 | 3                 |
| E. da Paixão     | 27                | 185               | 131               | 47                | 7                 |
| E. da Silva      | 29                | 23                | 9                 | 7                 | 7                 |
| P.V. da Silva    | 2                 | 1                 | 1                 | 0                 | 0                 |
| M. de Souza      | 0                 | 0                 | 0                 | 0                 | 0                 |
| M. dos Santos    | 27                | 272               | 182               | 58                | 32                |
| L. do Nascimento | 29                | 322               | 279               | 24                | 19                |
| H. Honorato      | 29                | 349               | 283               | 31                | 35                |
| L. Machado       | 4                 | 0                 | 0                 | 0                 | 0                 |
| M. Nascimento    | 29                | 0                 | 0                 | 0                 | 0                 |
| G. Orlando       | 0                 | 0                 | 0                 | 0                 | 0                 |
| M. Sánchez       | 28                | 251               | 226               | 19                | 6                 |
| M. Silva         | 13                | 8                 | 8                 | 0                 | 0                 |
| K. Souza         | 11                | 43                | 25                | 15                | 3                 |
| F. Varela        | 0                 | 0                 | 0                 | 0                 | 0                 |
| G. Vilaça        | 3                 | 2                 | 2                 | 0                 | 0                 |
| L. Vissotto      | 19                | 283               | 248               | 23                | 12                |

P = presenze; PT = punti totali; AV = attacchi vincenti; MV = muri vincenti; BV = battute vincenti

NB: Non sono disponibili i dati relativi alla Coppa del Brasile, al campionato sudamericano e, di conseguenza, quelli totali.